# Доссеви, Томас
Томас Доссеви (фр. Thomas Dossevi; родился 6 марта 1979 года, Шамбре-ле-Тур, Франция) — тоголезский футболист, нападающий. Выступал в сборной Того.

## Карьера

### Клубная
Доссеви начал свою карьеру во Франции в клубе «Валанс», за который выступал год. В 2001 году он перешёл в профессиональный клуб Лиги 2 «Шатору». В клубе Доссеви сыграл множество матчей и успел отличиться забитыми мячами.
В 2003 году перешёл в «Реймс». В своём первом сезоне в «Реймсе» Доссеви забил четыре гола в семнадцати матчах. В конце сезона команда перешла в Лигу 2 на сезон 2004/2005 годов. В том же сезоне Доссеви провел свой лучший сезон, забив девять голов в 35 играх лиги.
В августе 2007 года он присоединился к клубу Лиги 1 «Нант». Он стал постоянным нападающим команды, сыграв 24 матча и забив 9 мячей в Лиге 2. Однако игрового времени у Доссеви было мало, и следующие два сезона он играл роль запасного.
3 августа 2010 года он подписал однолетний контракт с клубом «Суиндон Таун» на сезон 2010/11 с возможностью продления ещё на 12 месяцев. 14 августа 2010 года Доссеви забил первый гол в футбольной лиги за «Суиндон Таун» в матче против «Хартлпул». 26 апреля 2011 года он покинул клуб по взаимному согласию, забив за клуб 3 гола в 31 матче.
9 марта 2012 года Доссеви подписал однолетний контракт с «Чонбури».

### Сборная
Первый матч за сборную он сыграл в 2002 году на Кубке африканских наций. Доссеви является участником сборной Того, за которую он был вызван на чемпионат мира 2006 года в Германии, Того не набрала ни одного очка, а Доссеви отыграл два матча против сборных Швейцарии и Франции. В 2009 году Доссеви вернулся в сборную после трёхлетнего перерыва и сыграл шесть матчей. Также он вызывался на Кубок африканских наций в 2002 и 2010 годах.

### Тренерская
Во время своего пребывания в «Дюнкерке» Доссеви также работал тренером этого клуба. Повесив бутсы на гвоздь летом 2016 года, он стал скаутом в льежском «Стандарде» и проработал в клубе два года. 1 октября 2019 года Доссеви был назначен тренером сборной U19 из Булони. 

## Личная жизнь
Томас является сыном бывшего игрока Того Пьер-Антуана Доссеви и дяди Отниэль Доссеви. Вдобавок его двоюродный брат Дамиэль Доссеви — один из лучших современных французских прыгунов с шестом. Его младший брат Матье Доссеви родился в феврале 1988 года, является полузащитником французского клуба «Тулуза».